# Bereber de Zuara
El Bereber deZuara (en tifinagh: ⵜⵡⵉⵍⵍⵓⵍⵜ, Twillult) es una de las lenguas bereberes septentrionales, del grupo de las lenguas zenati orientales, hablada por los imazighen en Zuara, una ciudad bereber, situada en la costa occidental de la región de Tripolitania, en el noroeste de Libia.

## Descripción
Numerosos trabajos del lingüista Terence Mitchell, como su obra: Zuaran Berber (Libya): Grammar and texts, ofrecen una visión general de la gramática de la lengua bereber de Zuara, junto con un conjunto de textos, basados principalmente en el habla de su informante Ramadan Azzabi. Los hablantes del idioma zuara llaman a su lengua amazigh. El término también es usado por los hablantes del idiomanafusi, hablado en el Yebel Nefusa. El idioma zuara es una lengua amazigh, dicha palabra es usada para referirse a la lengua zuara. Aproximadamente, unas 41.000personas hablan el idioma bereber de Zuara, la mayoría de estos hablantes residen en Libia.

## Clasificación
Ethnologuese refiere a la lengua zuara solamente como un dialecto del idioma nafusi, hablado en el noroeste de Libia, aunque ambas lenguas pertenecen a diferentes subgrupos de las lenguas bereberes, según el doctor y académico neerlandés Martin Kossmann.